# سازمان رزمندگان آزادی طبقه کارگر
سازمان رزمندگان آزادی طبقهٔ کارگر یا به‌صورت مختصر سازمان رزمندگان، یک سازمان سیاسی با مشی کمونیستی در ایران بود. این سازمان هم با خط مشی اتحاد جماهیر شوروی و هم با دکترین چریکی مخالف بود.